# ویلیام تی. استارن
ویلیام تی. استارن (انگلیسی: William T. Stearn؛ ۱۶ آوریل ۱۹۱۱ – ۹ مهٔ ۲۰۰۱) دانشمند در زمینه گیاه‌شناسی اهل بریتانیا بود. او در کمبریج در سال ۱۹۱۱ زاده شد و علاقه ای اولیه به کتاب و تاریخ طبیعی داشت. او به عنوان دستیار در بخش گیاه‌شناسی دانشگاه حضور داشت. او در سن ۲۹ سالگی با همکارش ازدواج کرد و در سال ۲۰۰۱ در لندن درگذشت.
استارن به خاطر کارش در طبقه‌بندی گیاه‌شناسی و تاریخ گیاه‌شناسی، به ویژه ادبیات کلاسیک گیاه‌شناسی، تصویر گیاه‌شناسی و مطالعاتش در مورد کارل لینائوس دانشمند سوئدی شناخته شده‌است. بهترین کتابهای شناخته شده او عبارتند از: دیکشنری از نام گیاهان باغبان، راهنمای برای نام لاتین گیاهان و گیاه‌شناسی لاتین برای دانشمندان.او به عنوان یکی از برجسته‌ترین گیاه شناسان بریتانیایی زمان خود ساخته شده‌است.